# Jimmie Adams
Jimmie Adams est un acteur, réalisateur et scénariste américain né le 4 octobre 1888 à Paterson, New Jersey (États-Unis), mort le 19 décembre 1933 à Glendale (Californie).

## Filmographie

### Acteur
- 1917 : Roaring Lions and Wedding Bells de William Campbell et Jack White
- 1918 : Hungry Lions in a Hospital de Jack White
- 1918 : A Waiter's Wasted Life de William Watson  et Jack White
- 1918 : A Tight Squeeze de Jack White
- 1918 : Roaring Lions on the Midnight Express d'Henry Lehrman
- 1918 : Mongrels de Jack White
- 1918 : The Son of a Hun de Jack White
- 1919 : His Musical Sneeze de Jack White
- 1919 : A Jungle Gentleman de Fred C. Fishback
- 1919 : A Village Venus (it) de Fred Hibbard
- 1919 : Chasing Her Future de Fred C. Fishback
- 1919 : African Lions and American Beauties (it) de Fred C. Fishback
- 1919 : The Good Ship Rock 'n' Rye (it) de Fred C. Fishback
- 1919 : Weak Hearts and Wild Lions (it) de Fred C. Fishback
- 1920 : A Baby Doll Bandit (it) de Fred C. Fishback
- 1920 : Over the Transom (it) de Fred C. Fishback
- 1920 : A Fresh Start de Jack White
- 1920 : A Movie Hero (it) de Fred C. Fishback
- 1920 : Nonsense de Jack White
- 1920 : Kismet de Louis J. Gasnier : Chamberlain
- 1921 : Holy Smoke de Jack White
- 1921 : Bang! de Jack White
- 1921 : Sunless Sunday de Chuck Reisner
- 1921 : Meet the Wife
- 1921 : Matinee Idols d'Herman C. Raymaker
- 1921 : Free and Easy de Jack White
- 1922 : Nobody's Baby d'Herman C. Raymaker
- 1922 : From Soup to Nuts
- 1922 : Game Birds de Noel M. Smith
- 1922 : Better Late Than Never
- 1922 : Beware of Blondes
- 1922 : The Dentist
- 1922 : Breaking Into Jail
- 1922 : Red Hot Rivals
- 1922 : No Money to Guide Him
- 1922 : The Steeplechaser
- 1922 : Crash
- 1922 : Pitter Patter
- 1922 : Once Over
- 1922 : Hurry Up
- 1922 : A Good Scout
- 1923 : Ouch!
- 1923 : Tea 'n' Tea
- 1923 : Bumps
- 1923 : Dog Sense
- 1923 : Broke
- 1923 : Oh, Sister!
- 1923 : Green as Grass
- 1923 : The Dude
- 1923 : Traffic
- 1923 : Roll Along
- 1923 : Done in Oil
- 1923 : Black and Blue
- 1924 : Hotel Hysteria
- 1924 : Aggravatin' Papa
- 1924 : Safe and Sane
- 1924 : Triomphe (Triumph) : A Painter
- 1924 : Nerve Tonic
- 1924 : Hold Your Breath : Beauty Parlor Proprietor
- 1924 : Savage Love
- 1924 : Why Hurry?
- 1925 : Step Fast
- 1925 : Love Goofy
- 1925 : Stop Flirting : Count Spinagio
- 1925 : Sit Tight
- 1925 : Be Careful
- 1925 : Fair But Foolish
- 1926 : For Sadie's Sake : Jimmie
- 1926 : Whoa, Emma! : Jimmie
- 1926 : Gimmie Strength : Jimmie
- 1926 : Chase Yourself
- 1926 : Her Man o' War : Shorty Flynn
- 1926 : Beauty à la Mud : Jimmie
- 1926 : Hold Still : Jimmie
- 1926 : Shell Socked : Jimmie
- 1927 : Wild and Woozy : Jimmie
- 1927 : Break Away
- 1927 : Here Comes Precious : Jimmie
- 1927 : No Sparking
- 1927 : Meet the Folks : James Pettingill
- 1927 : Dr. Quack
- 1927 : Oh, Mummy!
- 1927 : Ocean Blues
- 1927 : Swiss Movements
- 1928 : Holy Mackerel
- 1928 : Love Shy : Jimmie
- 1928 : Horse Shy
- 1928 : Goofy Ghosts
- 1928 : Slippery Heels
- 1928 : The Farmer's Daughter : Cicero Hopkins
- 1929 : The Office Scandal : Delaney
- 1930 : The Grand Parade : Jones
- 1930 : High C's : Vocalist
- 1931 : Rough Seas
- 1931 : One of the Smiths
- 1932 : The Tabasco Kid
- 1932 : First in War
- 1933 : Arabian Tights
- 1933 : Sherman Said It
- 1933 : Midsummer Mush
- 1933 : Luncheon at Twelve : Jimmy

### Réalisateur
- 1922 : Ginger Face

### Scénariste
- 1922 : Ginger Face